# Лёфгрен, Анна-Мария
А́нна-Мари́я (Ми́я) Лёфгрен (швед. Anna-Maria Löfgren; род. 3 августа 1976 года, Онге, Онге, Вестерноррланд, королевство Швеция) —  шведская певица и автор песен, бывшая солистка кантри-группы «Rednex».

## Биография
Родилась 3 августа 1976 года. Осенью 1998 года Лёфгрен присоединилась к группе «Rednex» и стала её новой вокалисткой вместо покинувшей из-за разногласий с коллегами в 1996 году Анники Люнгберг. Спустя время выпустила свой первый сингл «The Way I Mate», после чего в 2000 году увидел свет второй студийный альбом группы под названием «Farm Out», получивший признание в Европе благодаря песне «The Spirit of the Hawk», достигшей высоких места в немецких чартах. Успех как самой Анне-Марии, так и группе принёс сингл из того же альбома, рок-баллада «Hold Me for a While», аранжировщиком которой выступил коммерчески успешный клипмейкер Аксель Брайтунг, ранее работавший с «Silent Circle».
В 2000 году один из соучредителей проекта «Rednex» заявил о новой концепции группы, заключавшейся в том, чтобы сделать этот проект коммерческим; его идея встретила возмущение и недовольство участников коллектива. Последствия этого конфликта привели к тому, что вся группа, включая солистов (Лёфгрен, Оландер, Нильссон и Ландгрен) были заменены руководителями группы. К 2001 году Мия начала сольную карьеру: её первый сингл «Superstar» достиг четвёртой позиции в шведских чартах. В 2003 году она приняла участие в шведском музыкальном телеконкурсе «Fame Factory», где дошла до финала, заняв второе место.
В 2002 году создала свою группу «Merrygold», фронтменом которой являлась вплоть по январь 2007 года, покинув группу, чтобы продолжить сольную карьеру.

## Дискография
Будучи участницей «Rednex»:
- «The Way I Mate» (1999);
- «Spirit of the Hawk» (2000);
- «Farm Out» (студийный альбом, 2000);
- «Hold Me for a While» (2000)

Сольная карьера:
- «Superstar» (2001)

Будучи лидером «Merrygold»:
- «Ready to Fly» (2006);
- «Choking on the Fat Cream» (студийный альбом, 2006)

## Примечание
1. ↑  LIBRIS — Национальная библиотека Швеции, 2012.
2. ↑  «Historien om Rednex» Архивировано 26 июня 2009 года., Magasinet Novell, 4 June 2009.